# Gavilea gladysiae
Gavilea gladysiae är en orkidéart som beskrevs av Chemisquy. Gavilea gladysiae ingår i släktet Gavilea och familjen orkidéer. Inga underarter finns listade i Catalogue of Life.